# Palacio Potocki (Varsovia)
El palacio Potocki (en polaco: Pałac Potockich, es un gran palacio barroco de Varsovia situado en la calle Krakowskie Przedmieście 15, justo enfrente del Palacio Presidencial. Fue construido originalmente para la familia Denhoff y sucedido por la familia Potocki a finales del siglo XVIII. Después de la Segunda Guerra Mundial fue la sede del Ministerio de Cultura y Arte (Ministerstwo Kultury i Sztuki). En la actualidad es el Ministerio de Cultura y Patrimonio Nacional (Ministerstwo Kultury i Dziedzictwa Narodowego).

## Historia
El edificio original que se levantaba donde ahora se encuentra el palacio fue incendiado por las fuerzas suecas y brandeburguesas en la década de 1650. El nuevo fue encargado por Ernest Denhoff y su construcción se inició en 1693 bajo la dirección del arquitecto Giovanni Pioli. A partir de 1731 perteneció a August Aleksander Czartoryski.

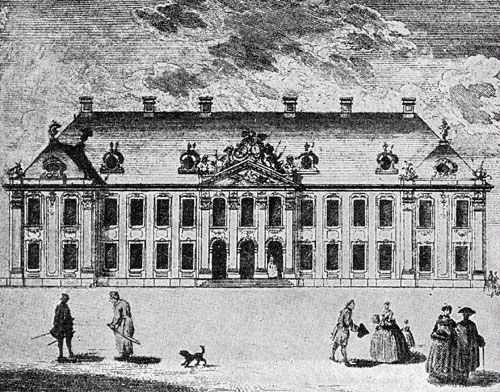
Palacio Potocki en 1762

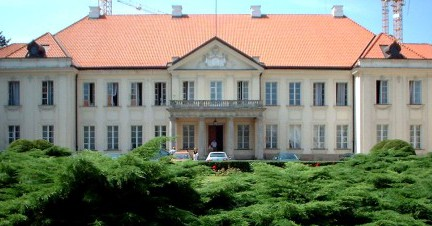
Patio interior

Bajo el mandato de la familia Czartoryski, el palacio fue objeto de varias renovaciones. En 1760 se reformó la fachada del edificio y se añadieron nuevas dependencias con alcoba y dos alas que daban a la calle, rematadas con pabellones de pisos con tejados de mansarda según los planos de Jakub Fontana. Entre ellos se levantó una caseta de vigilancia (1763) con esculturas de Sebastian Zeisl y dos puertas a cada lado. La planta tiene forma de herradura, con una parte central y dos alas laterales. El edificio estaba alejado de la calle por un patio, protegido por una valla de hierro forjado con una puerta. La valla fue diseñada en estilo neorrococó por Leandro Marconi.
El palacio Potockich fue derribado en 1944 por los alemanes tras el colapso del Levantamiento de Varsovia. Fue reconstruido después de la guerra en 1948-1950 según un diseño de Jan Zachwatowicz.